# Třída Amiral Ronarc'h
Třída Amiral Ronarc’h jsou střední fregaty vyvíjené pro francouzské námořnictvo. Nesou označení Frégate de défense et d'intervention (FDI), dříve též Frégate de Taille Intermédiaire (FTI). Jde o silně vyzbrojená plavidla schopná boje proti hladinovým a vzdušným cílům i ponorkám, dále k hlídkování, kontrole výhradní námořní ekonomické zóny země, nebo k podpoře operací speciálních sil. Francie plánuje stavbu pěti jednotek této třídy. Do služby mají vstupovat v letech 2024–2032. Ve službě nahradí lehké fregaty třídy La Fayette.
Kromě dodávek pro francouzské námořnictvo je počítáno s exportem plavidel. Exportní verze, označená BELH@RRA, byla veřejnosti poprvé představena v říjnu 2016 na veletrhu Euronaval. Belharra je název obřích vln v oblasti Baskicka, přičemž užití znaku @ odkazuje na široké užití digitálních technologií v konstrukci plavidla. Prvním uživatelem exportní verze fregaty bude Řecko. Objednalo tři fregaty s opcí na stavbu čtvrté.

## Stavba
Francouzské námořnictvo od roku 2012 zařazuje nové výkonné fregaty třídy Aquitaine (FREMM) o výtlaku 6000 tun, které budou v následujících letech tvořit jeho jádro. Původně mělo být těchto fregat postaveno 11 kusů, roku 2015 však byl jejich počet redukován na osm, přičemž bylo rozhodnuto ušetřené prostředky použít na nákup pěti menších fregat vyvinutých v programu Frégate de Taille Intermédiaire (FTI). Jádro modernizovaného francouzského námořnictva tak bude tvořit osm velkých fregat třídy Aquitaine, dva protiletadlové torpédoborce třídy Horizon a pět středních fregat třídy FTI.
Fregaty vyvíjí francouzská společnost DCNS (později Naval Group) ve spolupráci s Francouzskou vyzbrojovací agenturou (DGA) a zbrojovkou Thales, která dodá navigační a komunikační systémy. Díky tomu Společnost DCNS ve svém portfoliu zaplnit mezeru mezi fregatami třídy Aquitaine (FREMM) a korvetami (lehkými fregatami) rodiny Gowind. Stavba fregat třídy FTI navíc naváže na stavbu fregat Aquitaine, čímž bude udržena vytíženost společnost DCNS v Lorientu. Na program FTI bylo vládou vyčleněno 4,2 miliardy amerických dolarů.
Slavnostní řezání oceli na prototypovou jednotku Amiral Ronarc'h proběhlo v říjnu 2019 v společnosti Naval Group v Lorientu. Ceremoniálu se účastnil velitel řeckého námořnictva, které o zakoupení fregat projevilo zájem. Kýl plavidla byl založen 16. prosince 2021 a na vodu bylo spuštěno v listopadu 2022. V říjnu 2024 fregata Amiral Ronarc'h zahájila námořní zkoušky.
Jednotky třídy Amiral Ronarc'h:
| Jméno                  | Uživatel | První řezání oceli | Založení kýlu     | Spuštěna          | Vstup do služby | Status    |
| ---------------------- | -------- | ------------------ | ----------------- | ----------------- | --------------- | --------- |
| Amiral Ronarc'h (D660) | Francie  | 24. října 2019     | 16. prosince 2021 | 7. listopadu 2022 | 2025 (plán)     | ve stavbě |
|                        | Francie  | 12. července 2023  | 2024              |                   | 2027 (plán)     | ve stavbě |
|                        | Francie  | 11. října 2024     |                   |                   | 2028 (plán)     | ve stavbě |
|                        | Francie  | 12. dubna 2025     |                   |                   | 2031 (plán)     | ve stavbě |
|                        | Francie  |                    |                   |                   | 2032 (plán)     | objednána |
| Kimon (F-601)          | Řecko    | září 2021          | 21. října 2022    | 28. září 2023     | 2025 (plán)     | ve stavbě |
| Nearchos (F-602)       | Řecko    | 13. července 2022  | 7. července 2023  | 18. září 2024     | 2025 (plán)     | ve stavbě |
| Formion (F-603)        | Řecko    | 15. května 2023    | 15. dubna 2024    | 28. května 2025   | 2026 (plán)     | ve stavbě |
|                        | Řecko    | 5. června 2025     |                   |                   | 2026 (plán)     | ve stavbě |

## Konstrukce

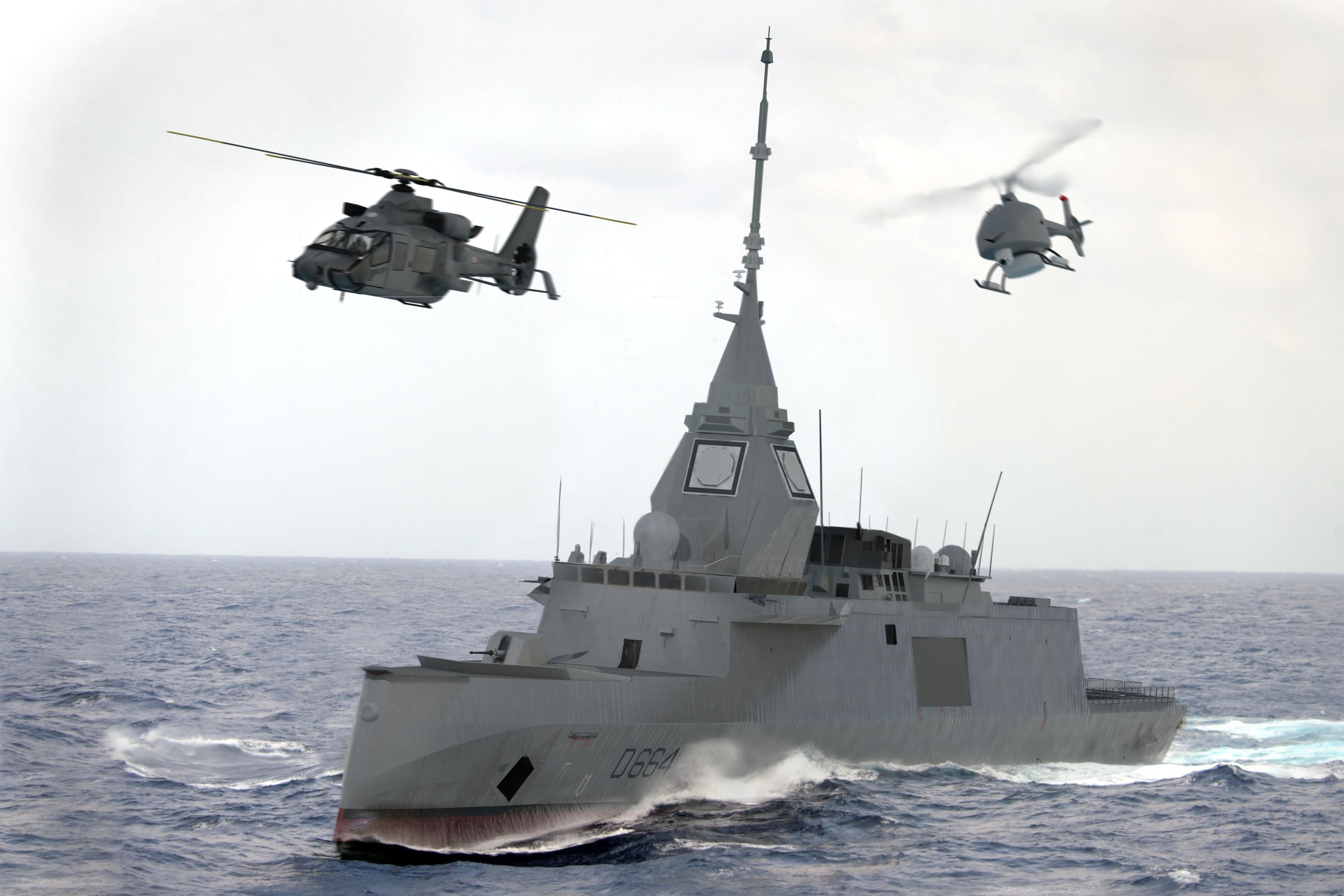
Vizualizace vzhledu fregaty třídy Amiral Ronarc'h

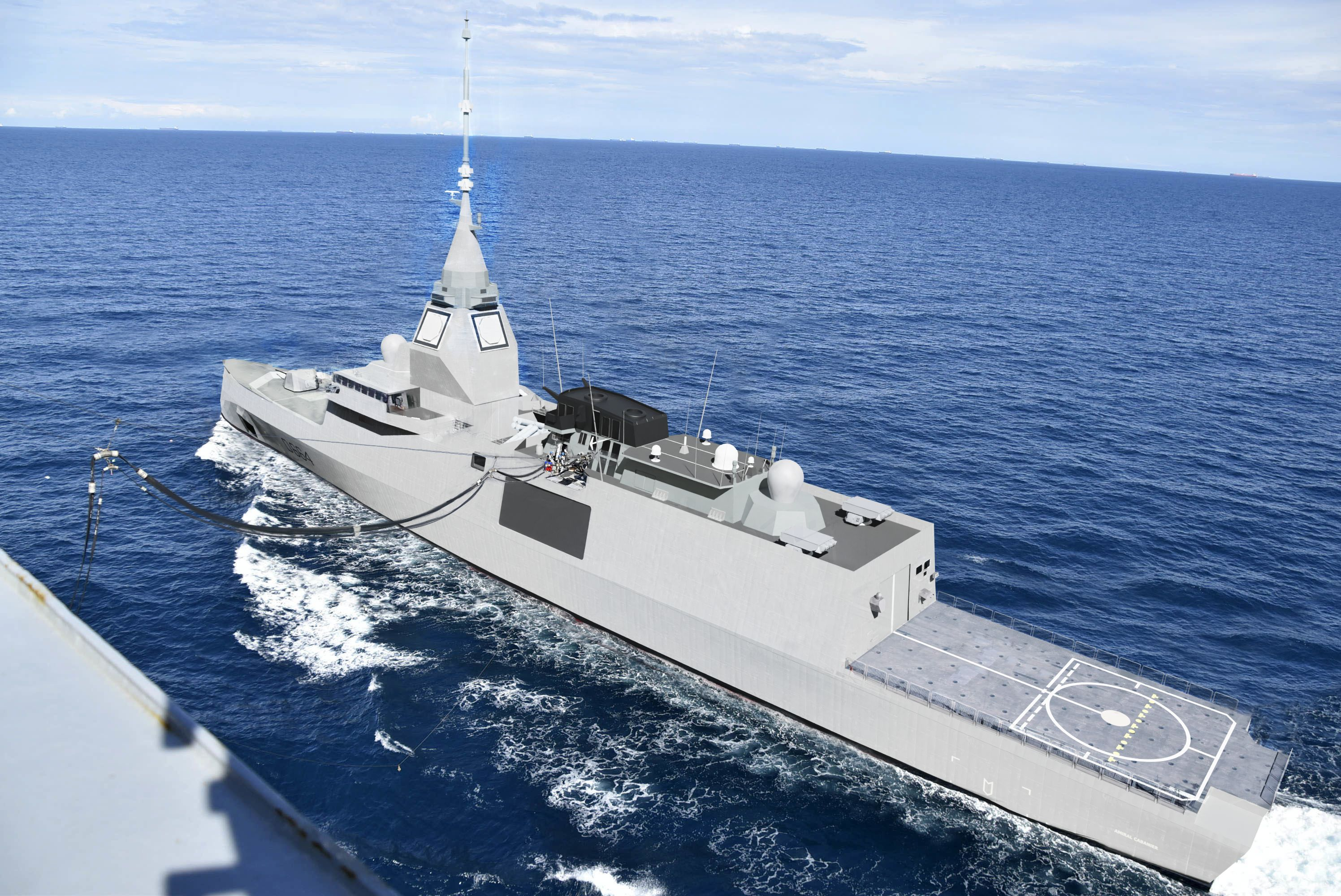
Ilustrace fregaty třídy Amiral Ronarc'h doplňovala zásoby na moři

Plavidla mají modulární konstrukci. Posádku tvoří 110 námořníků a 15 členů leteckého personálu. Palubní ubikace pojmou až 28 dalších osob. Společnost Thales dodá nový multifunkční radar Sea Fire 500, trupový sonar Kingklip Mark II, vlečný sonar CAPTAS-4 (v nové kompaktní verzi) a integrovaný komunikační systém Aquilon. Palubní systémy budou integrovány do bojového řídícího systému SETIS 3.0. Na palubě budou kajuty pro dalších 28 osob (např. příslušníky speciálních sil).
Plavidla pravděpodobně ponesou 76mm kanón OTO Melara Super Rapid, protilodní střely MM.40 Exocet Block 3, dvě osminásobná vertikální vypouštěcí sila Sylver A-50 pro protiletadlové řízené střely rodiny MBDA Aster, dva 20mm kanóny v dálkově ovládaných zbraňových stanicích a dva dvojité 324mm protiponorkové torpédomety s torpédy MU90 Impact. Na bocích trupu budou pod stahovacími roletami ukryty rychlé čluny RHIB. Na zádi bude přistávací plocha a hangár pro protiponorkový vrtulník NHIndustries NH90 vyzbrojený protiponorkovými torpédy MU90 Impact. Z fregat budou moci operovat také bezpilotní vzdušné prostředky. Pohonný systém koncepce CODAD bude mít výkon 42 900 hp. Plavidla budou pohánět čtyři diesely MTU 16V 8000 M91L, každý o výkonu 10 725 hp, pohánějící dva lodní šrouby s oboustrannými tahemi. Manévrovací schopnosti zlepšují jeden příďový dokormidlovací zařízení. Nejvyšší rychlost bude 27 uzlů. Plánovaný dosah je 5000 námořních mil při 15 rychlosti uzlů. Autonomie bude 45 dnů.

## Zahraniční uživatelé
- Řecko, Řecké námořnictvo

Roku 2019 Řecko projevilo zájem o dvě fregaty tohoto typu. Země přitom zvažovala i nabídky dalších loděnic: třída FREMM od Fincantieri, Damen Sigma 11515 od Damen Group, Lockheed Martin HF2 a Arrowhead 140 od společnosti Babcock. Součástí francouzské nabídky je bezplatné poskytnutí dvou starších fregat francouzského námořnictva, jako dočasného řešení do dokončení nových plavidel. Konkrétně byla nabídnuta protiletadlová fregata Jean Bart (D615) a protiponorková fregata Latouche-Tréville (D646). V září 2021 bylo podepsáno memorandum o porozumění mezi Francií a Řeckem, dle kterého řecké námořnictvo získá tři fregaty FDI HN s opcí na stavbu čtvrté. Stavbu provede společnost Naval Group, ale část systémů bude pocházet z Řecka (jeden z bloků trupu třetí jednotky Formion vyrobila řecká loděnice Salamis Shipyards). Dvě jednotky mají být dodány roku 2025 a třetí roku 2026. Finální kontrakt byl podepsán 24. března 2022 na palubě pancéřového křižníku Georgios Averof. Dne 19. září 2024 řecký ministr obrany při příležitosti spuštění fregaty Nearchos uvedl, že Řecko zahájí jednání o uplatnění opce na čtvrtou jednotku. Zároveň chce výzbroj fregat rozšířit o protizemní střely MdCN.